# Вирковский сельсовет (Кличевский район)
Вирковский сельсовет — упразднённая административная единица на территории Кличевского района Могилёвской области Белоруссии. В 2009 году решением Могилёвского облисполкома был упразднён  и его населённые пункты переданы в состав Несятского сельсовета.

## Состав
Включаел 6 населённых пунктов:
- Вирков — деревня
- Земляница — деревня.
- Калиновка — деревня.
- Леневка — деревня.
- Михалов — деревня.
- Старое Село — деревня.